# Plants For A Future
Plants For A Future (PFAF) est une association à but non lucratif britannique et qui met en ligne un site web de ressources destiné aux personnes intéressées par les plantes utiles, comestibles et médicinales des régions tempérées. Le projet né en 1989 dispose d'une station dans le Sud-Ouest de l'Angleterre, où la plupart des plantes sont cultivées sur une base d'essai, et maintient un petit catalogue de vente par correspondance. L'organisation met l'accent sur les plantes et légumes vivaces.
Le site en ligne contient une base de données ethnobotanique de plus de 7000 espèces de plantes qui peuvent être cultivées au Royaume-Uni et de plus de 700 plantes pouvant être cultivés sous les tropiques. Les données sont collationnées par Ken Fern et peuvent être consultées et utilisées gratuitement en ligne, ou téléchargées moyennant paiement. La recherche s'effectue selon différents types de critères (utilisation, caractéristiques, etc.).

## Publications
- (en) Plants for a Future, Edible Plants : An inspirational guide to choosing and growing unusual edible plants, 2012 (ISBN 9781481170017)
- (en) Plants for a Future, Woodland Gardening : Designing a low-maintenance, sustainable edible woodland garden, 2013 (ISBN 9781484069165)
- (en) Plants for a Future, Edible Trees : A practical and inspirational guide from Plants For A Future on how to grow and harvest trees with edible and other useful produce, 2013 (ISBN 9781493736102)
- Plants for a Future (trad. de l'anglais par Sarah Foltier), Plantes Comestibles : Le guide pour vous inspirer à choisir et cultiver des plantes comestibles hors du commun [« Edible plants: An inspirational guide to choosing and growing unusual edible plants »], publication indépendante, 18 février 2014 (ISBN 9781495914690)
- (en) Plants for a Future, Edible Perennials : 50 Top Perennials from Plants for a Future, CreateSpace Independent Publishing Platform, 2015, 86 p.
- (en) Plants for a Future, Edible Shrubs : 70+ Top Shrubs from Plants for a Future, 2019, 76 p. (ISBN 9781791954949)
- (en) Plants for a Future, Plants for Your Food Forest : 500 Plants for Temperate Food Forests and Permaculture Gardens, publication indépendante, 2021 (ISBN 9798520865087)